# River Test
River Test är ett vattendrag i Storbritannien.   Det ligger i riksdelen England, i den södra delen av landet, 110 km sydväst om huvudstaden London.